# Ochlodes
Ochlodes is een geslacht van vlinders uit de familie van de dikkopjes (Hesperiidae). De meeste soorten van dit geslacht komen voor in het Palearctisch gebied en het Nearctisch gebied, slechts enkele soorten komen in het Oriëntaals gebied voor.

## Soorten
- Ochlodes agricola (Boisduval, 1852)
- Ochlodes asahinai Shirozu, 1964
- Ochlodes batesi (Bell, 1935)
- Ochlodes bouddha (Mabille, 1876)
- Ochlodes brahma (Moore, 1878)
- Ochlodes crataeis (Leech, 1893)
- Ochlodes flavomaculata (Draeseke, 1925)
- Ochlodes hasegawai Chiba & Tsukiyama, 1996
- Ochlodes klapperichi Evans, 1940
- Ochlodes lanta Evans, 1939
- Ochlodes linga Evans, 1939
- Ochlodes niitakana (Sonan, 1936)
- Ochlodes ochracea (Bremer, 1861)
- Ochlodes samenta Dyar, 1914
- Ochlodes siva (Moore, 1878)
- Ochlodes snowi (W.H. Edwards, 1877)
- Ochlodes subhyalina (Bremer & Grey, 1853)
- Ochlodes sylvanoides (Boisduval, 1852)
- Ochlodes sylvanus (Esper, 1777) - Groot dikkopje
  - = Ochlodes faunus (Turati, 1905)
- Ochlodes thibetana (Oberthuer, 1886)
- Ochlodes venata (Bremer & Grey, 1853)
- Ochlodes yuma (W.H. Edwards, 1873)